# Wilhelm Bohnhardt
Heinrich Wilhelm Bohnhardt (* 1. April 1808 in Bliederstedt; † 19. Juni 1863 ebenda) war Mitglied des Landtags des Fürstentums Schwarzburg-Sondershausen.
Wilhelm Bohnhardt war der Sohn des Kantors und Schullehrers Johann Friedrich Christoph Bohnhardt und dessen Frau Marie Sophie Seebach. Thilo Apel, der evangelisch-lutherischen Glaubens war, blieb unverheiratet. Er lebte als Anspänner in Bliederstedt.
Wilhelm Bohnhardt galt während der Märzrevolution als „bemerkenswerter“ Redner auf der Volksversammlung am 12. Juli 1848 in Oberspier. Er war Wortführer der demokratischen Bewegungen und einer der Überbringer der Petition der Volksversammlung bei Greußen (7000 Teilnehmer) vom 24. September 1848, auf der unter anderem die direkte Wahl der Landtagsabgeordneten gefordert wurde.
Vom 26. September 1849 bis zum 30. Juni 1850 und vom 28. November 1853 bis zum 31. Dezember 1855 war er Mitglied des Schwarzburg-Sondershäuser Landtags. Er vertrat 1849–1850 den Wahlkreis A 3 (Großenehrich) und 1853–1855 Wahlkreis AW II 2 (Allgemeine Wahlen 2, Greußen-Land). Sein Stellvertreter im Abgeordnetenmandat war 1849/50 Carl Schicke.